# Special Air Service of New Zealand
 (novembre 2010).
Le contenu est difficilement compréhensible vu les erreurs de traduction, qui sont peut-être dues à l'utilisation d'un logiciel de traduction automatique.
Le Special Air Service de Nouvelle-Zélande (NZ SAS) est une unité des Forces spéciales de la New Zealand Army créée le 7 juillet 1955 sur le modèle du Special Air Service britannique (SAS). Le gouvernement néo-zélandais déclare que le NZ SAS est la « première unité combattante la Force de défense de la Nouvelle-Zélande ».
L'unité est basée à Auckland et a pour devise « Qui ose gagne ». Ses principales missions sont d'effectuer diverse à l'étranger et de répondre aux attaques terroristes sur le territoire national. Le SAS néo-zélandais est tenu en haute estime au niveau international, comme en témoigne la citation présidentielle des États-Unis qui a été attribuée au NZSAS le 7 décembre 2004.

## Histoire

### Formation
Le NZSAS trouve ses racines dans le célèbre Long Range Desert Group, unité de l'armée du Commonwealth qui a combattu dans le désert nord-africain durant la Seconde Guerre mondiale. Un certain nombre de Néo-Zélandais ont également servi dans le Special Air Service britannique pendant la Seconde Guerre mondiale. En février 1955, il a été décidé par le gouvernement néo-zélandais qu'un escadron basé sur le "Special Air Service" devait être formé dans le cadre de l'Armée de Défense de la Nouvelle-Zélande, comme une contribution efficace et économique pour la Réserve stratégique en Extrême-Orient et de l'effort de contre-insurrection en Malaisie.Le major Frank Rennie (en) a été nommé pour former et commander l'unité, la décision ayant été prise de recruter, principalement parmi le grand public autour d'un noyau de personnel de l'Armée régulière. Plus de 800 personnes ont postulé, à partir desquelles  182 dont 138 civils (bien que 101 d'entre eux avaient déjà une expérience militaire) ont été sélectionnés pour le début de la formation en juin 1955.

### Malaisie et Bornéo
À la fin de 1955, un escadron de 133 NZSAS fut rattaché au SAS britannique en Malaisie. Il y a passé 18 mois sur 24 qu'il y est resté en exploration dans la jungle contre les insurgés communistes. En plus d'être chargé de la lutte contre les forces communistes, ils ont également été chargés de collecter et de former les villageois à la lutte. En plus d'une douzaine de grands engagements un seul soldat du NZSAS a été tué. Peu de temps après l'escadron fut dissous, après avoir été remplacé par un bataillon d'infanterie.
Le NZSAS a également été impliqué dans la lutte de Bornéo contre des insurgés communistes indonésiens aux côtés de leurs homologues britanniques et australiens.

### Viêt Nam
Basé à Nui Dat, au Viêt Nam, 4 troupes de SAS Néo-Zélandais servirent sous commandement australien en novembre 1968, rattaché au Special Air Service Regiment (en) australien (SASR). Le NZSAS a été nommé Premier Ranger Escadron, ce nouveau nom rappelant les gardes forestiers commandés par von Tempsky pendant les guerres de Nouvelle-Zélande. La plupart de leurs missions impliquait des embuscades des forces ennemies et la conduite des missions de reconnaissance pour observer les vietcongs.
Les troupes du NZSAS ont été impliquées dans le conflit en Asie du Sud de 1968 à début des années 1970.

### 1998 Koweït
Vingt-quatre hommes du NZSAS ont été déployés au Koweït en février 1998 pour l'opération «Griffin» pendant une période de tension internationale avec l'Irak, chargés du sauvetage des aviateurs tombés en territoire hostile dans le cas d'une campagne aériennes des États-Unis. Une plus petite unité les remplaça en mai 1998 pour une durée de deux mois. Il n'y eut pas de missions en Irak entreprise au cours du déploiement, mais il fut considéré comme une bonne occasion de pratiquer leurs compétences dans une guerre dans le désert, et d'avoir des contacts avec les forces américaines, ce qui fut limité, car les États-Unis suspendirent en 1986 leurs relations avec la Nouvelle-Zélande qui jusqu'ici était maintenu par le traité de l'ANZUS.
Les forces spéciales de Nouvelle-Zélande ont également escorté une équipe d'enquête au Timor oriental.

### Afghanistan 2001-2005
À partir de la fin de 2001, le NZSAS a commencé ses opérations d'aide dans la guerre contre le terrorisme en Afghanistan. Trois rotations de six mois eurent lieu en Afghanistan d'entre 40 et 65 soldats du NZSAS lors de l'opération Enduring Freedom avant que les forces spéciales Néo-Zélandaise ne soient retirés en novembre 2005. [7] Le 17 juin 2004, deux soldats du NZSAS ont été blessés à l'armes à feu pendant une bataille dans le centre de l'Afghanistan. En reconnaissance de ses actions lors de cet engagement, le Caporal du NZSAS Willie Apiata a reçu la Victoria Cross  pour la Nouvelle-Zélande. Il y avait "des victimes des deux côtés" au cours de fusillades, mais aucun Néo-Zélandais n’a été tué.
Le secret entoure encore beaucoup des opérations du  NZSAS en Afghanistan, même si une radio de Nouvelle-Zélande a déclaré que le service a maintenu un taux de réussite de 100 % lors de ses missions. Initialement l'unité a effectué des patrouilles à pied avec insertion et extraction par hélicoptère, mais en mai 2002, l'accent a changé sur la mobilité des patrouilles à l'aide Humvees emprunté, et plus tard de motos Pinzgauers de l'Armée de Défense de Nouvelle-Zélande. Ces patrouilles ne durent souvent que de 20 à 30 jours et la couverture entre 1 000 et 2 000 km. [8]

#### Presidential Unit Citation
En décembre 2004, la United States Navy Presidential Unit Citation a été attribuée aux unités qui composaient la Combined Joint Special Operations Task Force Force-South/« Task Force K-Bar » entre le 17 octobre 2001 et le 30 mars 2002 pour « héroïsme extraordinaire » au combat. Une de ces unités était le Special Air Service de la Nouvelle-Zélande.
La citation déclare que les unités SAS ont aidé à « neutraliser » les talibans et Al-Qaïda par des « missions aux risques extrêmement élevé, y compris de recherche et de sauvetage, de reconnaissance spéciale, d'exploitation de sites sensibles, des missions d'action directe, la destruction de multiples grottes et tunnel complexes, l'identification et la destruction de plusieurs camps d'entraînement connue d'Al-Qaïda, et enfin la destruction de milliers de munitions ennemies ».
« Ils ont établi des normes de référence de professionnalisme, de ténacité, de courage, talent tactique et d'excellence opérationnelle, tout en démontrant un superbe esprit de corps et de maintenir les plus hautes mesures de préparation au combat. »

#### Victoria Cross
Il a été annoncé le 2 juillet 2007 que le caporal Willie Apiata du NZSAS, âgé de 35 ans, avait été décoré de la croix de Victoria pour la Nouvelle-Zélande pour le sauvetage d'un camarade grièvement blessé sur 70 mètres « sous un feu nourri » de mitrailleuses et de grenades après que leur véhicule ait été détruit dans une embuscade et a ensuite rejoint le reste de ses camarades dans une contre-offensive.
L'annonce est inhabituelle, car le NZSAS est une organisation très secrète qui n'a presque jamais révélé les noms de ses membres. Le Premier ministre Helen Clark a déclaré que le nom Apiata a été révélée car ce n'est que la 14e fois depuis la Première Guerre mondiale, que la Victoria Cross est décernée parmi les 53 nations du Commonwealth, et la première à un soldat SAS n'importe où, et il serait presque impossible d'en garder le secret. En plus du caporal Apiata, trois autres soldats ont été décorés pour leurs actions au cours de la même mission.
En avril 2008, Willie Apiata fait don de sa médaille de la croix de Victoria à la Fiducie NZSAS, de sorte que « La médaille soit protégée pour les générations futures ». La médaille reste à la disposition d'Apiata et de sa famille à l'usure[réf. nécessaire].

### Afghanistan 2009-2011
82 troupes NZSAS et NZDF sont retournées pour un quatrième déploiement en 2009. Ces troupes sont arrivées en Afghanistan, en septembre, et leur emplacement a été révélé dans la presse norvégienne. La Nouvelle-Zélande prévoit trois rotations de troupes SAS en 2009-2011. C'est le quatrième déploiement de NZSAS en Afghanistan, la dernière étant en 2005.

## Organisation actuelle
L'organisation des troupes NZSAS en février 2013 est :
- quartier-général ;
- A Squadron : escadron SAS ;
- B Squadron : escadron SAS ;
- D Squadron (Commando) : escadron de contre-terrorisme intérieur (ancien Counter Terrorist Tactical Assault Group, CTTAG) ;
- E Squadron : escadron de démineurs ;
- Support Squadron : escadron de soutien.

### CT-TAG
CT-TAG (Counter Terrorist Tactical Assault Group) a été formée après l'an 2000 dans le but de fournir une capacité de contre terrorisme au 1er NZSAS et à la Force de Défense de la Nouvelle-Zélande.
Le groupe se compose d'un nombre indéterminé de soldats NZSAS entièrement badgés avec un petit effectif de soldats CTTAG. Bien que faisant officiellement partie du 1er NZSAS Gp, les membres du CT-TAG ne passent pas complètement la sélection des NZSAS, mais complètent une version abrégée avec sept jours de sélection qui est plus pertinent par rapport aux exigences opérationnelles du CT-TAG. Ils ne portent pas l'insigne de la «dague ailée» du SAS, ni la ceinture bleue, même s'ils peuvent porter le béret sable avec le badge TAG-CT. L'escadron CT-TAG a pour rôle de répondre aux incidents terroristes, de récupérations d'otage et missions spéciales en Nouvelle-Zélande. [15] [16]
L'escadron CT-TAG est composée de membres des trois armées, de l'Armée de Défense de la Nouvelle-Zélande, la Royal New Zealand Navy et la Royal New Zealand Air Force sous le commandement du 1NZSAS Gp. Les critères d'évaluation sont rigoureux et comporte un cours de sélection. Même si les requérants ne sont pas tenus de suivre le cours de sélection NZSAS [17]. Les candidats doivent avoir au moins 20 ans pour avoir droit à la formation CT-TAG et du plus haut niveau physique, professionnel et mental. Une fois membre CT-TAG, ils complètent leur formation. Les escadrons CT-TAG sont établis de manière permanente aux côtés des escadrons de la "Lines Rennie" dans le camp militaire d'Auckland. L'escadron CT-TAG utilise également le camp militaire Ardmore afin de mener leurs entrainement en combats rapproché en milieu urbain, l'entrée dynamique et des exercices d'évacuation de pièces ainsi que leurs compétences de sniper. [Citation nécessaire]
Un CTTAG Commando est divisé en deux équipes, l'équipe de tireurs d'élite et l'équipe d'assaut. Il n'est pas rare de voir l'escadron d'entraînement autour d'Auckland effectuer des séances de formation Commando secrète parmi les civils. Ils utilisent un certain nombre de véhicules 4×4 Nissan Patrol, semblable à ceux utilisés par la police civile STG. [Clarification nécessaire] Ils utilisent également le Ford Transit afin de procéder à une surveillance discrète et le transport des armes supplémentaires. [Citation nécessaire]

## Sélection
Pour rejoindre le NZSAS, les soldats de l'armée de terre, de la marine, ou de la Force aérienne, doivent passer avec succès une période de dix jours (deux jours de pré-sélection, huit jours de sélection) de cours qui se tient à Waiouru. Sélection décrite comme une «torture mentale et physique" par les requérants.
Le premier jour couvre l'ensemble des tests de condition physique dans l'armée néo-zélandaise, et se termine à la norme NZSAS. Il est suivi par trois jours de navigation en rase campagne en portant un sac de 35 kg et le fusil, avec un minimum de nourriture et de sommeil.
Parmi les exercices, le fameux «Exercice Von Tempsky" qui est exécuté sur le cinquième jour de cours de sélection. Von Tempsky se compose de 24 heures de marche soit dans un marais ou les dunes de sable tout en transportant des fusils et en alternance, un ou deux jerrycans de 20 litres et un sac de 35 kg avec clip ALICE. Le dernier exercice est une course d'endurance de 60 kilomètres, en transportant un sac à 35 kg, un web engins et le fusil qui doit être complété en moins de 20 heures.
Les officiers subissent deux jours supplémentaires de sélection pour tester leurs aptitude à diriger des soldats NZSAS.
Même si les candidats le font au travers le cours de sélection, ils doivent passer des tests psychologiques, médicaux et universitaires afin d'être choisi pour le cours de formation SAS de neuf mois.
Les candidats ne reçoivent pas le béret convoité SAS et la ceinture de Corps, jusqu'à ce qu'ils aient terminé avec succès le cycle de neuf mois de formation de base.
En moyenne 10-15 % des candidats réussissent à la fois la formation et la sélection du cycle.

## Membres notables
- Willie Apiata (en) - premier récipiendaire de la croix de Victoria pour la Nouvelle-Zélande.
- Mike Coburn - rejoints plus tard le 22 SAS et a été membre de la très médiatisée patrouille Bravo Deux Zero .
- Barrie « Baz » Rice - participant à l'émission de téléréalité Treasure Island: Extreme.

## Alliances
- Royaume-Uni - Special Air Service[13]
- Australie- Special Air Service Regiment (en)

## Mémorial
Le mémorial du régiment, connu sous le nom "Granite Parachute", est à Lines Rennie, dans le camp militaire Papakura.
Un extrait du poème The Golden Road to Samarkand de James Elroy Flecker est inscrit dessus,:
« We are the Pilgrims, master; we shall go
Always a little further: it may be
Beyond that last blue mountain barred with snow
Across that angry or that glimmering sea … »
« Nous sommes les pèlerins, maître; nous irons
Toujours un peu plus loin: il peut être
Au-delà de cette dernière montagne bleue barrée de la neige
À travers cette colère ou cette mer scintillante … »